# Вегнер, Армин

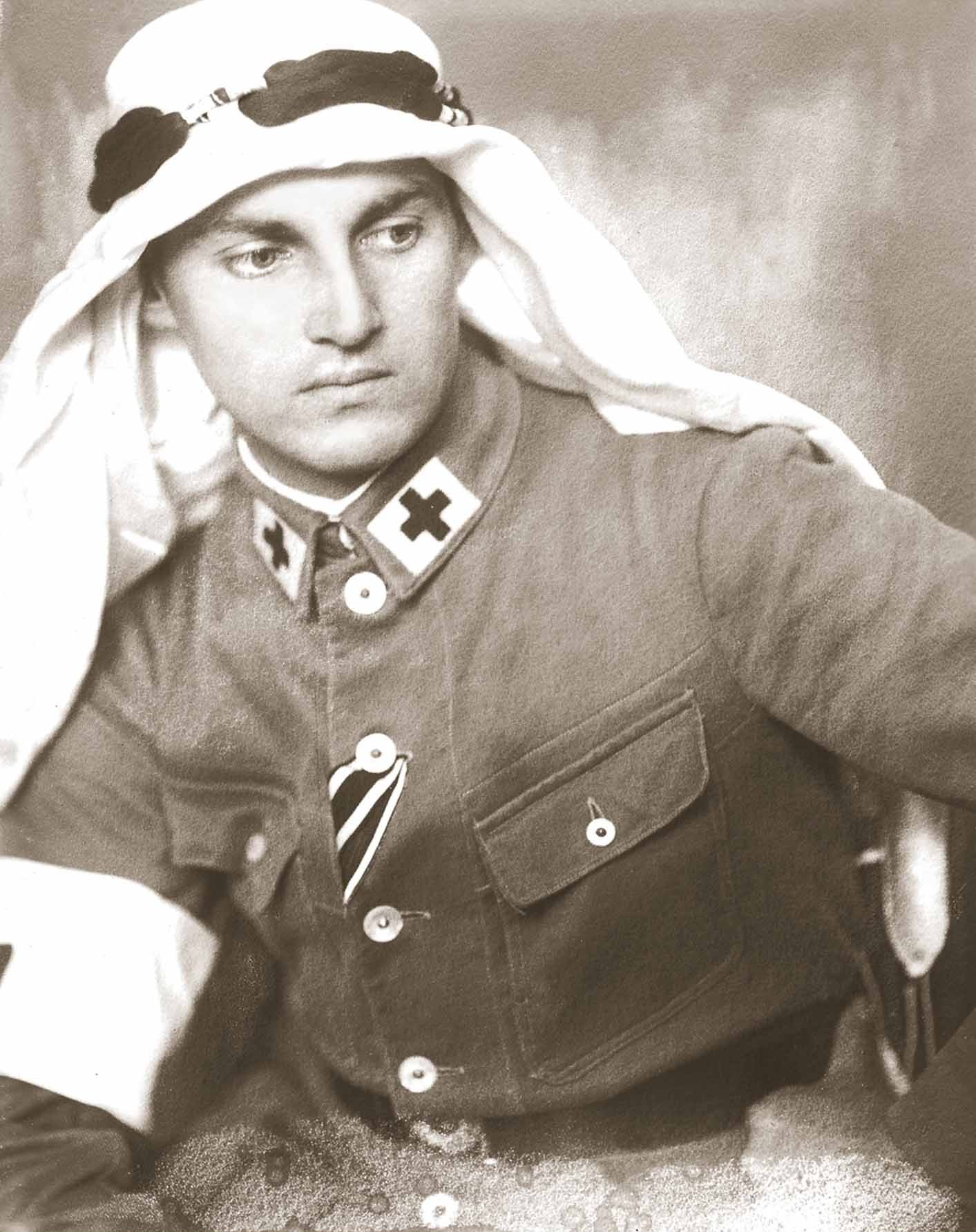
Армин Вегнер на военной службе

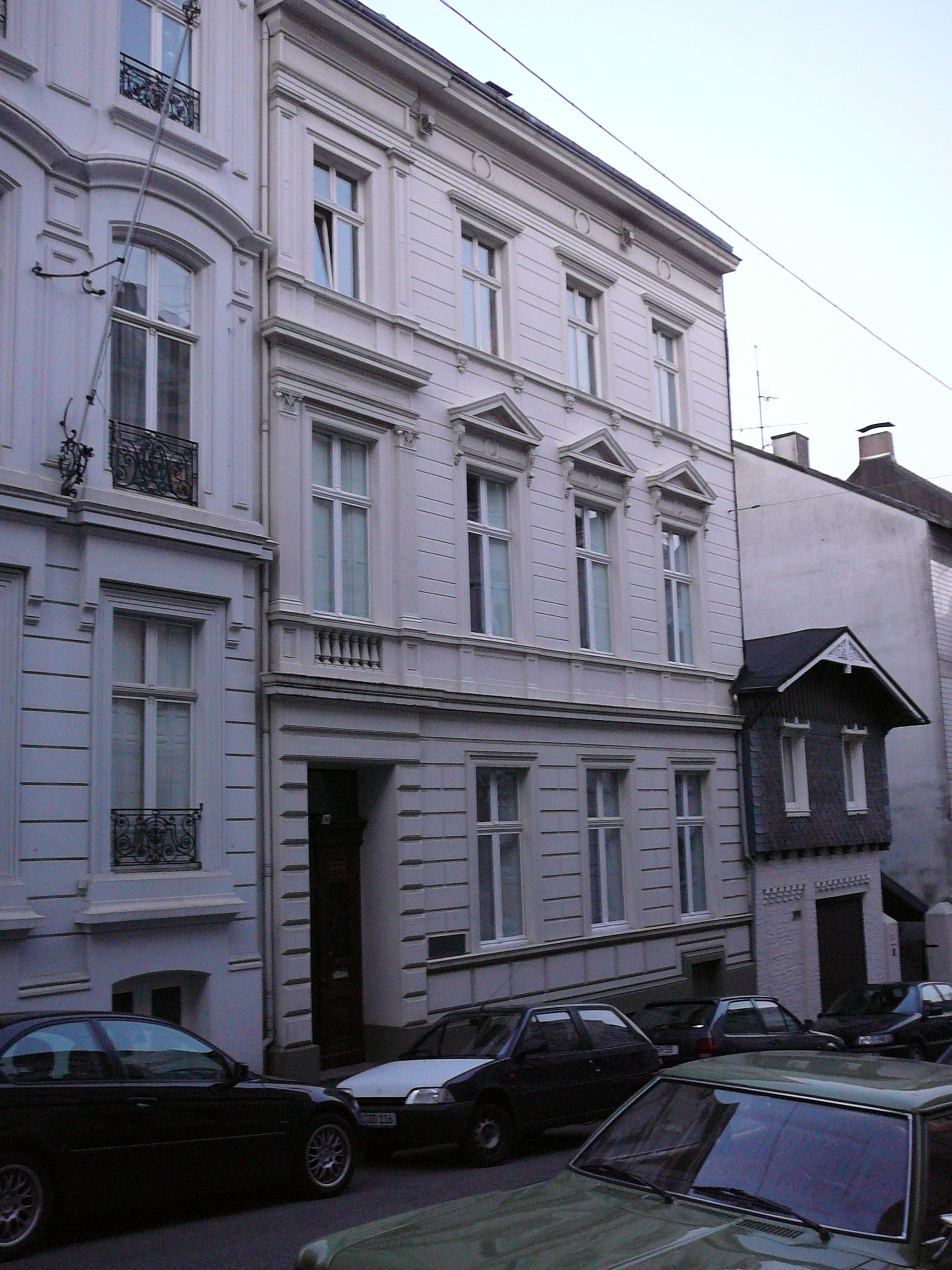
Родной дом Вегнера

Армин Теофил Вегнер (нем. Armin Theophil Wegner; 16 октября 1886, Эльберфельд, ныне Вупперталь — 17 мая 1978, Рим) — немецкий писатель и правозащитник, фотограф, свидетель и исследователь Геноцида армян в Турции, «Праведник мира».

## Биография
Армин Вегнер родился в Эльберфельде.  Его отец, Густав Вегнер, был строителем Рейхсбана, мать, Мари Вегнер, урожд. Витт (1859–1920) — активистка движения за права женщин, участвовала в пацифистском движении. В 1908 году А.Вегнер окончил среднюю школу в Штригау. Затем он учился, в частности, в Силезском университете имени Фридриха Вильгельма, Цюрихском университете и Берлинском университете имени Фридриха Вильгельма. В 1910 году Вегнер был членом актерской школы Рейнхардта в Берлине. С 1911 по 1914 год он посетил Антверпен, Амстердам, Париж, Марсель и Северную Африку. В 1914 году он получил степень доктора права с отличием в Бреслау и после защиты диссертации по праву совершил несколько путешествий, а затем поступил на военную службу. Во время Первой мировой войны служил медиком, был награждён Железным крестом. Получив воинское звание лейтенанта, Вегнер вскоре был направлен в Немецкий санитарный корпус в Турции, который входил в состав подразделения, охранявшего Багдадскую железную дорогу.
К началу Первой мировой войны Багдадская железная дорога была построена только частично. На севере рельсы были проложены до Рас-эль-Айна (за время войны до Нусайбина), на юге — от Багдада до Самарры. На строительстве отдельных участков Багдадской железной дороги были задействованы армянские рабочие бригады. В 1915 году они были полностью уничтожены младотурками. Вегнер стал очевидцем геноцида армян и сделал сотни фотографий, несмотря на распоряжения турецких и немецких властей, запрещающие распространение какой-либо информации о происходящем и пересылку корреспонденции и фотографий. В настоящее время они являются одними из основных фотографических свидетельств геноцида. Эта деятельность вызвала недовольство турецких властей, и по их требованию Вегнер был арестован и выслан в Германию. Через консульства и посольства других стран ему удалось отправить часть материала в Германию и Соединенные Штаты. Некоторые фотографии были конфискованы и уничтожены, однако он смог вывезти множество негативов, спрятав их в поясном ремне.
Перед началом Парижской мирной конференции 1919 года Вегнер обратился к её неформальному лидеру, президенту США Вудро Вильсону с открытым письмом с просьбой помочь армянскому населению и добиться создания независимого Армянского государства. Он также опубликовал в Берлине сборник своих писем «Дорога без возврата. Мученичество в письмах» (Der Weg оhте Heimkehr. Ein Martyrium in Briefen) с описанием геноцида и исследования положения армян в кемалистской Турции.
В 1920 году А. Вегнер женился на писательнице Лоле Ландау (1892 —1990); в 1923 году у них родилась дочь Сибилла.
В 1921 году в Берлине состоялся судебный процесс над Согомоном Тейлиряном, убившем Талаата-пашу, отдававшего приказы об истреблении армян. Документы процесса были собраны в книге «Процесс Талаата-паши», предисловие к которой написал А. Вегнер.
Армин Вегнер стал религиозным социалистом, активно участвовал в пацифистском движении. В 1922 году, когда турки-кемалисты продолжали уничтожать армян, Вегнер издал книгу «Крик с Арарата» («Der Schrei von Ararat») с призывом предоставить гражданские права армянским беженцам. В 1927-1928 гг. Вегнер с супругой посетил СССР, побывали они и в Восточной Армении, где Вегнер много общался с беженцами. По возвращении из СССР Вегнер издал книгу «Пять пальцев над тобой» («Five Fingers Over You»), где описал диктатуру большевиков.
В 1933 году Вегнер обратился с открытым письмом к Гитлеру с призывом спасти Германию от величайшей несправедливости и позора, для чего нужно было прекратить недавно начавшиеся преследования евреев. Сам он после этого подвергся гонениям, которые привели его к заключению в концентрационных лагерях Ораниенбург, Бёргермоор и Лихтенбург. Весной 1934 года его освободили. Он уехал к жене в Англию, но вскоре она эмигрировала вместе с дочерью в Палестину. В 1938 году Вегнер переехал в Италию, в 1939 году по обоюдному согласию Вегнер и его супруга развелись. В Италии он встретил свою давнюю знакомую — художницу Ирену Ковальскую (1905 —1991), с которой они поженились в 1945 году.  Родившемуся в 1941 году сыну родители дали имя Mиша (Mischa).
После Второй мировой войны остался жить в Риме.
Армин Вегнер трижды посещал Армению — в 1927, 1968 и 1976 годах. В 1968 году Католикос всех армян Вазген I вручил ему орден Святого Григория. Событие это произошло в Ереване, где одна из улиц носит имя Вегнера.
Удостоен почётного звания «Праведник мира».
Умер в Риме. 1996 году часть его праха была перевезена в Армению и захоронена в Памятной стене мемориального комплекса Цицернакаберд.
В Берлине на доме, где жил Вегнер (Кайзердамм 16) установлена мемориальная доска.